# Bobrownik
Bobrownik (niem. Bewernick) – wieś w Polsce, położona w województwie warmińsko-mazurskim, w powiecie lidzbarskim, w gminie Lidzbark Warmiński.
W latach 1975–1998 miejscowość należała administracyjnie do województwa olsztyńskiego. Wieś znajduje się w historycznym regionie Warmia. 

## Nazwa
12 listopada 1946 roku nadano miejscowości polską nazwę Bobrownik.